# 克羅斯流體
克羅斯流體（英語：Cross fluid）是一種廣義牛頓流體，由馬爾科姆·M·克羅斯（Malcolm M. Cross）於1965年提出，其黏度和剪切速率關係滿足下式：
{\displaystyle \mu _{\mathrm {eff} }({\dot {\gamma }})=\mu _{\infty }+{\frac {\mu _{0}-\mu _{\infty }}{1+k{\dot {\gamma }}^{n}}}}
其中，{\displaystyle \mu _{\mathrm {eff} }({\dot {\gamma }})}為黏度作為剪切速率的函數；{\displaystyle \mu _{\infty }}、{\displaystyle \mu _{0}}、{\displaystyle k}、n等為係數。
零剪切黏度{\displaystyle \mu _{0}}存在於極低剪切速率時，而無限大剪切黏度{\displaystyle \mu _{\infty }}則存在於極高剪切速率時。